# Provinz New York

Fahne der Provinz New York

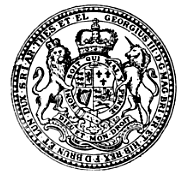
Siegel der Provinz New York

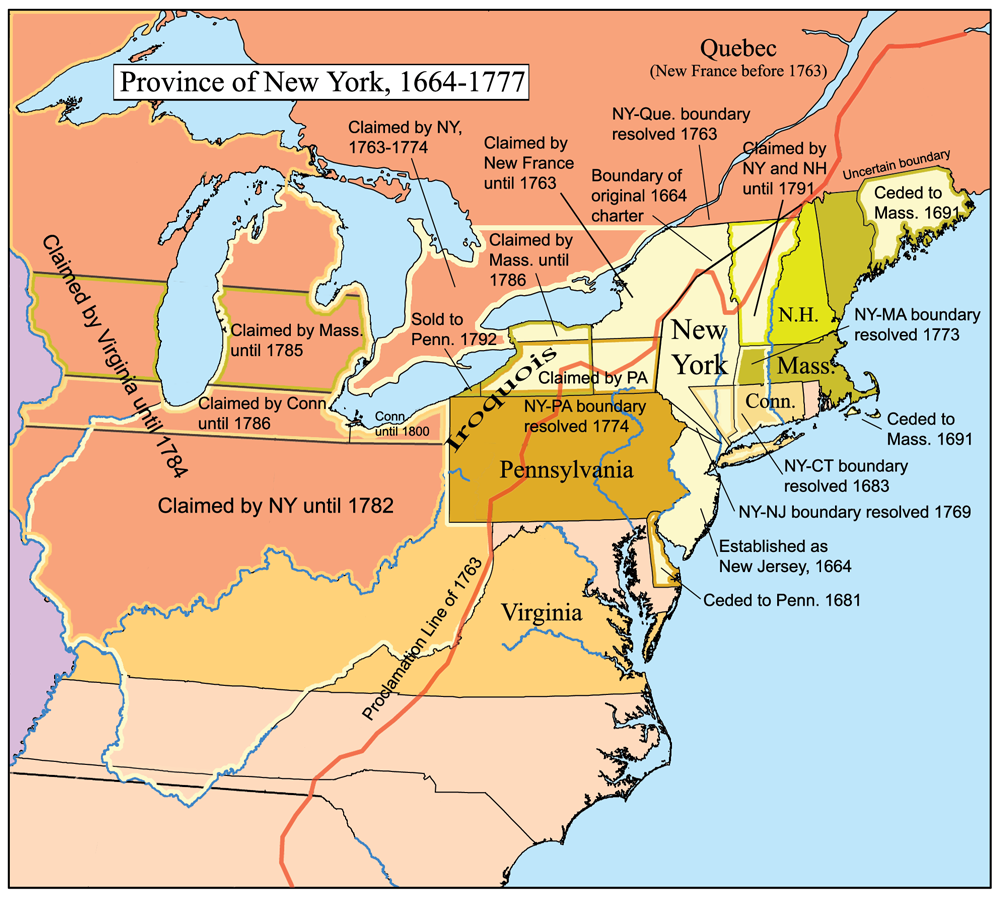
Grenzen der Provinz New York zwischen 1664 und 1777

Die Provinz New York (1664–1776) (Englisch: Province of New York, niederländisch: Provincie New York) war eine der Dreizehn Kolonien in Nordamerika, die sich 1776 in der Unabhängigkeitserklärung der Vereinigten Staaten vom Mutterland Großbritannien lossagten. Sie entstand nach der Einnahme der niederländischen Kolonie Nieuw Nederland durch das Königreich England.

## Geographie
Die Provinz New York umfasste den heutigen amerikanischen Bundesstaat New York vollständig. Zunächst gehörten zu ihr auch die Gebiete der heutigen Bundesstaaten New Jersey, Delaware und Vermont, sowie Teile von Connecticut, Massachusetts und Maine. Ihren neuen Namen erhielt die Provinz nach der Eroberung zu Ehren von James, Duke of York und Bruder des damaligen englischen Königs Karl II.

## Geschichte
1664, kurz vor Beginn des zweiten englisch-niederländischen Seekrieges, wurde Nieuw Amsterdam von den Briten erobert. Im Frieden von Breda traten die Niederlande 1667 die Kolonie an England ab. Im Dritten Englisch-Niederländischen Krieg wurde die Kolonie nochmals für 15 Monate von den Niederländern unter Cornelis Evertsen besetzt, fiel aber im Frieden von Westminster 1674 endgültig an die britische Krone. Der Stamp Act und andere Maßnahmen führten zu Unmut in der Bevölkerung, und die Sons of Liberty lieferten sich zwischen 1766 und 1776 Gefechte mit den Briten. New York war aktiv an der Unabhängigkeitsbewegung beteiligt. 1776 erklärte sich der Kongress der Provinz New York zur Verwaltung des State of New York und sagte sich so von Großbritannien los. Die Stadt New York war für kurze Zeit das Hauptquartier George Washingtons. Ein Jahr später verabschiedete er die Verfassung des Staates New York. Die Stadt New York und weitere Teile der Provinz wurde dann aber von den Briten besetzt. Erst 1783, nachdem die amerikanische Unabhängigkeit auch von europäischen Staaten einschließlich Großbritanniens anerkannt wurde, zogen die Briten ab. Letzter britischer Militär-Gouverneur der Provinz war 1783 Andrew Elliot.